# Bharia jezik
Bharia jezik (bhar, bharat, bhumia, bhumiya, paliha; ISO 639-3: bha), dravidski jezik koji se govori u indijskim državama Madhya Pradesh, Chhattisgarh, Uttar Pradesh i Zapadni Bengal.
Pripadnici etničke grupe (plemena) zovu se Bharia; 197 000 govornika (1981 census). Piše se na devanagariju.

## Vanjske poveznice
- Ethnologue (14th)
- Ethnologue (15th)